# Johann Wilhelm Dilich

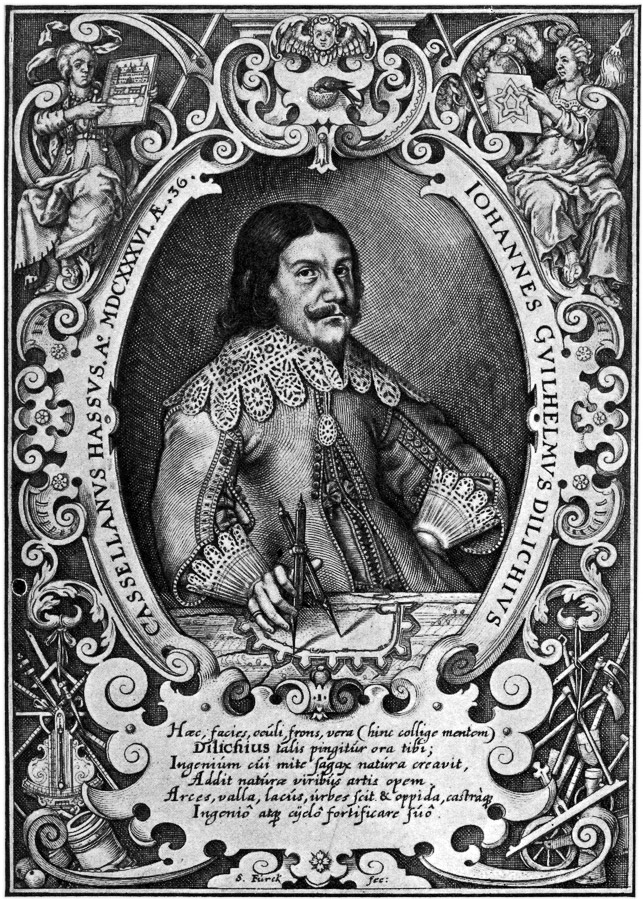
Johann Wilhelm Dilich, 1636
(Kupferstich von Sebastian Furck)

Johann Wilhelm Dilich (* 1600 in Kassel; † 1657) war zwischen 1628 und 1657 als Ingenieur und Stadtbaumeister in Frankfurt am Main tätig.
Er war Sohn des Baumeisters Wilhelm Dilich.
Er benutzte Instrumente des kaiserlichen Instrumentenmacher Erasmus Habermehl († 1606 in
Prag). Für diese Geräte ließ Dilich einheitliche Lederetuis fertigen.
- Achteckige Vertikalsonnenuhr sig. „Erasmus Habermehl fecit 89“
- Umrechnungsplatte mit Schieber sig. „Erasmus habermehl“
- Achteckige Vertikalsonnenuhr sig. „E.H.fecit“
- Theodolit sig. „Erasmus Habermehl“
- Runde Vertikalsonnenuhr

## Werke
- Peribologia oder Bericht Wilhelmi Dilichij Hist: Von Vestungsgebewen Vieler orter, vermehrett wie auch mit gebürenden grundt und auffrissen versehen und publicirett durch Johannem Wilhelmum Dilichium, Frankfurt 1640
- Peribologia Seu Muniendorum Locor[um] Ratio Wilhelmi Dilichii, Edita Sumptus Et Typos Suppedi Tante Joanne Wilhelmo Dilichio F: Architecto, Frankfurt 1641
- Kurtzer Unterricht Wie auff Unterschiedene Arten mann einen fürgegebenen Platz Fortificiren kan, Frankfurt 1642
- Seine Entwurfszeichnungen zum Frankfurter Festungsbau wurden im dortigen Stadtarchiv aufbewahrt und sind im Zweiten Weltkrieg verlorengegangen